# Nuoto ai Giochi della XV Olimpiade - 100 metri stile libero maschili
La competizione 100 metri stile libero maschili di nuoto dei Giochi della XV Olimpiade si è svolta nei giorni 26 e 27 luglio 1952 allo stadio olimpico del nuoto di Helsinki.

## Programma
| Data           | Round      | Note                                |
| -------------- | ---------- | ----------------------------------- |
| 26 luglio 1952 | Batterie   | I migliori 24 tempi alle semifinali |
| 26 luglio 1952 | Semifinali | I migliori 8 tempi alla finale      |
| 27 luglio 1952 | Finale     |                                     |

## Risultati

### Batterie
| Pos. | Atleta              | Nazione   | Tempo  |
| ---- | ------------------- | --------- | ------ |
| 1    | Yoshihiro Hamaguchi | Giappone  | 58"0   |
| 2    | Aldo Eminente       | Francia   | 58"2   |
| 3    | Iosif Novac         | Romania   | 1'00"5 |
| 4    | René Muñiz          | Messico   | 1'00"5 |
| 5    | Leo Telivuo         | Finlandia | 1'02"0 |
| 6    | Ricardo Conde       | Spagna    | 1'02"6 |
| 7    | David Buch          | Israele   | 1'05"6 |

| Pos. | Atleta                    | Nazione                                                                   | Tempo  |
| ---- | ------------------------- | ------------------------------------------------------------------------- | ------ |
| 1    | Ronald Roberts            | Gran Bretagna                                                             | 59"5   |
| 2    | Olle Johansson            | Svezia                                                                    | 1'00"5 |
| 3    | Neo Chwee Kok             | Singapore                                                                 | 1'00"6 |
| 4    | Francis O'Neill           | Australia                                                                 | 1'00"6 |
| 5    | Francisco Xavier Monteiro | [[Template:AggNaz/HKG 1910-1955 ai Giochi della XV Olimpiade\|Hong Kong]] | 1'03"1 |
| 6    | Robert Cook               | Bermuda                                                                   | 1'04"1 |

| Pos. | Atleta          | Nazione                                                                   | Tempo  |
| ---- | --------------- | ------------------------------------------------------------------------- | ------ |
| 1    | Rex Aubrey      | Australia                                                                 | 58"2   |
| 2    | Alex Jany       | Francia                                                                   | 58"9   |
| 3    | Lev Balandin    | Unione Sovietica                                                          | 58"9   |
| 4    | John Durr       | Sudafrica                                                                 | 1'00"0 |
| 5    | Cheung Kin Man  | [[Template:AggNaz/HKG 1910-1955 ai Giochi della XV Olimpiade\|Hong Kong]] | 1'00"3 |
| 6    | Hernán Avilés   | Cile                                                                      | 1'02"8 |
| 7    | Walter Bardgett | Bermuda                                                                   | 1'04"4 |

| Pos. | Atleta            | Nazione     | Tempo  |
| ---- | ----------------- | ----------- | ------ |
| 1    | Richard Cleveland | Stati Uniti | 57"8   |
| 2    | Hiroshi Suzuki    | Giappone    | 58"0   |
| 3    | Carlo Pedersoli   | Italia      | 58"8   |
| 4    | Federico Zwanck   | Argentina   | 1'01"2 |
| 5    | Haroldo Lara      | Brasile     | 1'01"2 |
| 6    | Fernando Madeira  | Portogallo  | 1'02"6 |
| 7    | Isaac Mansoor     | India       | 1'10"8 |

| Pos. | Atleta               | Nazione     | Tempo  |
| ---- | -------------------- | ----------- | ------ |
| 1    | Ronald Gora          | Stati Uniti | 58"0   |
| 2    | György Ipacs         | Ungheria    | 59"1   |
| 3    | Juan Lanz            | Messico     | 1'00"9 |
| 4    | Michel Vandamme      | Francia     | 1'00"9 |
| 5    | Pentti Ikonen        | Finlandia   | 1'01"1 |
| 6    | Oscar Saiz           | Venezuela   | 1'01"7 |
| 7    | Abdel Aziz El-Shafei | Egitto      | 1'02"0 |

| Pos. | Atleta           | Nazione     | Tempo  |
| ---- | ---------------- | ----------- | ------ |
| 1    | Göran Larsson    | Svezia      | 57"5   |
| 2    | Clarke Scholes   | Stati Uniti | 58"3   |
| 3    | Nicasio Silverio | Cuba        | 1'00"0 |
| 4    | Roberto Queralt  | Spagna      | 1'01"6 |
| 5    | Aram Boghossian  | Brasile     | 1'02"0 |
| 6    | Mauno Valkeinen  | Finlandia   | 1'02"5 |
| 7    | Nguyễn Văn Phan  | Vietnam     | 1'05"0 |

| Pos. | Atleta                | Nazione       | Tempo  |
| ---- | --------------------- | ------------- | ------ |
| 1    | John Caldwell Wardrop | Gran Bretagna | 58"9   |
| 2    | Lucien Beaumont       | Canada        | 1'00"4 |
| 3    | Alberto Isaac         | Messico       | 1'01"4 |
| 4    | Marcelo Trabucco      | Argentina     | 1'01"5 |
| 5    | Dorri El-Said         | Egitto        | 1'02"3 |
| 6    | Guilherme Patroni     | Portogallo    | 1'03"7 |
| 7    | Michel Currat         | Svizzera      | 1'07"2 |

| Pos. | Atleta            | Nazione          | Tempo  |
| ---- | ----------------- | ---------------- | ------ |
| 1    | Tōru Gotō         | Giappone         | 58"3   |
| 2    | Joris Tjebbes     | Paesi Bassi      | 59"1   |
| 3    | Endel Edasi       | Unione Sovietica | 1'00"1 |
| 4    | Dennis Ford       | Sudafrica        | 1'01"3 |
| 5    | Per Olsen         | Norvegia         | 1'02"1 |
| 6    | Alfonso Buonocore | Italia           | 1'02"3 |
| 7    | Geoffrey Marks    | Ceylon           | 1'04"1 |

| Pos. | Atleta               | Nazione          | Tempo  |
| ---- | -------------------- | ---------------- | ------ |
| 1    | Géza Kádas           | Ungheria         | 58"4   |
| 2    | Thomas Welsh         | Gran Bretagna    | 59"5   |
| 3    | Vladimir Skomarovsky | Unione Sovietica | 1'00"0 |
| 4    | Peter Salmon         | Canada           | 1'01"0 |
| 5    | Lars Svantesson      | Svezia           | 1'01"4 |
| 6    | José Valdes          | Guatemala        | 1'04"5 |

### Semifinali
| Pos. | Atleta                | Nazione          | Tempo |
| ---- | --------------------- | ---------------- | ----- |
| 1    | Clarke Scholes        | Stati Uniti      | 57"1  |
| 2    | Göran Larsson         | Svezia           | 57"8  |
| 3    | Yoshihiro Hamaguchi   | Giappone         | 58"3  |
| 4    | Aldo Eminente         | Francia          | 58"3  |
| 5    | Carlo Pedersoli       | Italia           | 58"9  |
| 6    | John Caldwell Wardrop | Gran Bretagna    | 59"4  |
| 7    | Endel Edasi           | Unione Sovietica | 59"8  |
| 8    | Nicasio Silverio      | Cuba             | 59"9  |

| Pos. | Atleta            | Nazione                                                                   | Tempo  |
| ---- | ----------------- | ------------------------------------------------------------------------- | ------ |
| 1    | Géza Kádas        | Ungheria                                                                  | 57"8   |
| 2    | Hiroshi Suzuki    | Giappone                                                                  | 58"0   |
| 3    | Richard Cleveland | Stati Uniti                                                               | 58"6   |
| 4    | Lev Balandin      | Unione Sovietica                                                          | 58"8   |
| 5    | Joris Tjebbes     | Paesi Bassi                                                               | 59"8   |
| 6    | John Durr         | Sudafrica                                                                 | 1'00"2 |
| 7    | Thomas Welsh      | Gran Bretagna                                                             | 1'00"3 |
| 8    | Cheung Kin Man    | [[Template:AggNaz/HKG 1910-1955 ai Giochi della XV Olimpiade\|Hong Kong]] | 1'00"9 |

| Pos. | Atleta               | Nazione          | Tempo  |
| ---- | -------------------- | ---------------- | ------ |
| 1    | Ronald Gora          | Stati Uniti      | 57"7   |
| 2    | Rex Aubrey           | Australia        | 57"8   |
| 3    | Tōru Gotō            | Giappone         | 58"3   |
| 4    | Alex Jany            | Francia          | 58"9   |
| 5    | Lucien Beaumont      | Canada           | 59"3   |
| 6    | György Ipacs         | Ungheria         | 59"4   |
| 7    | Ronald Roberts       | Gran Bretagna    | 59"5   |
| 8    | Vladimir Skomarovsky | Unione Sovietica | 1'01"1 |

1. 1 2 3  Allo spareggio

| Pos. | Atleta              | Nazione  | Tempo |
| ---- | ------------------- | -------- | ----- |
| 1    | Tōru Gotō           | Giappone | 58"5  |
| 2    | Aldo Eminente       | Francia  | 58"8  |
| 3    | Yoshihiro Hamaguchi | Giappone | 59"1  |

### Finale
| Pos.    | Atleta         | Nazione     | Tempo |
| ------- | -------------- | ----------- | ----- |
| Oro     | Clarke Scholes | Stati Uniti | 57"4  |
| Argento | Hiroshi Suzuki | Giappone    | 57"4  |
| Bronzo  | Göran Larsson  | Svezia      | 58"2  |
| 4       | Tōru Gotō      | Giappone    | 58"5  |
| 5       | Géza Kádas     | Ungheria    | 58"6  |
| 6       | Rex Aubrey     | Australia   | 58"7  |
| 7       | Aldo Eminente  | Francia     | 58"7  |
| 8       | Ronald Gora    | Stati Uniti | 58"8  |